# ベレス＝マラガ
ベレス＝マラガ（Vélez-Málaga）は、スペイン・アンダルシア州マラガ県のムニシピオ（基礎自治体）。

## 地理
ベレス＝マラガは2つの地区に分かれている。面積が広いのは、ベレス川の平野にあり西にマラガ山地があるアルガロボ地区である。東にあり面積が狭いラゴス地区は、近隣の自治体サジャロンガ、トロックスに挟まれた飛び地である。
ムニシピオでは広範囲で果樹栽培が行われている。19世紀から20世紀初頭まではサトウキビ栽培が盛んであった。
地中海性気候であるが、地中海に面していることと、ベレス川の地勢がベレス＝マラガの微気候を特徴付けている。年間平均気温は18℃、年間日照時間数は2935時間である。

## 歴史
ムニシピオ内では鉄器時代より人の定住の痕跡があるが、最初に確かな記録を残した定住者は紀元前8世紀にやってきたフェニキア人である。河口付近に定住した彼らは、ノズルやスラグという金属加工品を遺している。彼らは港での貿易も行い、アッティカで作られたギリシャのアンフォラ（油の輸送に用いられた）も見つかっている。その後やってきたローマ人たちはフェニキアとは別の場所に定住しネクロポリスを遺した。彼らはこの地で製塩、ガルムの生産を行っていた。
イスラム支配下のベレス＝マラガは、Ballax、Ballix、Aballix、Ballix-Malicaなどの名称で呼ばれた。イスラム教徒は戦略的に価値のある、定住地で最も標高の高い場所に砦を築いた。この砦は山地の西の尾根に広がっていた。13世紀から15世紀、ベレス＝マラガはナスル朝グラナダ王国有数の都市であった。イドリースィー、イブン・バットゥータら文筆家が記述している。この時代に人口が急増した結果、防衛用の砦近くまで町が拡大し、スラムが生まれていた。メディナの外には農民が暮らす一帯があった。
カスティーリャ王国の止まらぬ侵攻のすえ、1487年4月27日、アラゴン王フェルナンド2世はベレス＝マラガを包囲した。
陥落後、町にいたイスラム教徒たちは財産を抱えて町を退去することが許された。しかし農民たちはこの地にとどまるよう命じられた。ナスル朝の進んだ農業技術と高い生産性を維持することを、新しい権力者たちが求めたからである。ところがムデハルたちは新たな主人たちの迫害を頻繁に受けて次第に自分たちの土地を没収され、1488年にネルハとトロックスでムデハル反乱が起きた。
グラナダの陥落前から、新たな移住者たちが低アンダルシア、エストレマドゥーラ、ムルシア、カスティーリャからやってきた。彼らの多くが軍人であった。移住者には土地が割り当てられ、残った土地は教会に寄進された。征服直後から、キリスト教徒の支配者たちは都市の形態を変え始めた。新たな広場、宗教施設をつくり、かつてのモスクを教会とした。
17世紀、当時スペインが巻き込まれていた戦渦と、疫病によりベレス＝マラガの人口は減少した。同時代、ベルベル人とトルコ人の海賊が頻繁に町を襲撃した。スペイン継承戦争でブルボン家を支持したベレス＝マラガでは、1704年8月23日にマラガの海戦が起きた。
19世紀初頭は災難の時代であった。黄熱病の流行で人口の約6割が死に、ナポレオンの侵略後はコレラが町で流行した。19世紀半ばには経済復興をみせたものの、フィロキセラの流行でブドウ畑が壊滅的な被害を受けた。加えて1884年に起きた地震でベレス＝マラガ一帯は荒廃し、サトウキビ栽培でわずかに息を吹き返しただけであった。スペイン内戦では、マラガを陸海から攻撃したフランコ軍が優勢となると、マラガ周辺住民の大多数が戦火を逃れて人民戦線支配下のアルメリアへ移動を始めた。移動する人々をフランコ軍が攻撃し、多数の死傷者が出た（es、マラガ＝アルメリア間の虐殺）。
1960年代から、ベレス＝マラガは観光ブームがおき、短期滞在者用の住宅が多くつくられた。

## 人口
| ベレス＝マラガの人口推移 1900－2010                     |
|                                                         |
| 出典:INE（スペイン国立統計局）1900年 - 1991年、1996年 - |

## 経済

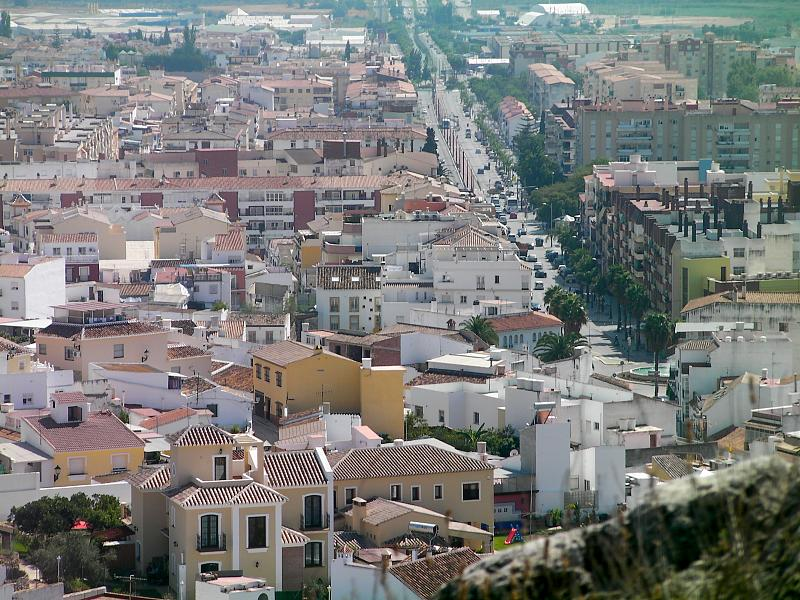
町並み

夏季の観光シーズンでは、トレ・デル・マル海水浴場や旧市街観光の人々で賑わう。第一次産業では農業（マンゴー、チェリモヤ、アボカドの生産で有名）、漁業（サバ、カタクチイワシ、イワシ、タコが水揚げされる）が盛ん。

## 政治
自治体首長はアンダルシーア国民党（Partido Popular Andaluz）のフランシスコ・イグナシオ・デルガード・ボニージャ（Francisco Ignacio Delgado Bonilla）で、自治体評議員はアンダルシーア国民党：13、アンダルシーア社労党（Partido Socialista Obrero Español de Andalucía）：6、EP-And（Partido Andalucista-Espacio Plural Andaluz）：2、IULV-CA（IULV-CAはIzquierda Unida Los Verdes-Convocatoria por Andalucía、統一左翼の地域支部政党）：2、GIPMTM（Grupo Independiente Pro-Municipio de Torre del Mar）：2となっている（2011年5月22日の自治体選挙結果、得票順）。
| 1999年6月13日自治体選挙 |        |        |          |
| 政党                    | 得票数 | 得票率 | 獲得議席 |
| PSOE                    | 9,977  | 36.29% | 10       |
| PP                      | 5,023  | 18.27% | 5        |
| GIPMTM                  | 4,535  | 16.49% | 5        |
| PA                      | 3,443  | 12.52% | 3        |
| IULV-CA                 | 2,146  | 7.80%  | 2        |
| その他                  | 1,573  | 5.72%  | 0        |

| 2003年5月25日自治体選挙 |        |        |          |
| 政党                    | 得票数 | 得票率 | 獲得議席 |
| PSOE                    | 10,578 | 35.10% | 10       |
| PP                      | 8,300  | 27.54% | 7        |
| PA-GIPMTM               | 5,575  | 18.50% | 5        |
| IULV-CA                 | 2,570  | 8.53%  | 2        |
| PSA                     | 1,542  | 5.12%  | 1        |
| その他                  | 1,141  | 3.79%  | 0        |

| 2007年5月27日自治体選挙 |        |        |          |
| 政党                    | 得票数 | 得票率 | 獲得議席 |
| PP                      | 10,250 | 32.80% | 10       |
| PSOE                    | 9,900  | 31.68% | 9        |
| GTM                     | 4,535  | 16.49% | 5        |
| IULV-CA                 | 2,884  | 9.23%  | 2        |
| PA                      | 1,691  | 5.41%  | 1        |
| その他                  | 2,928  | 9.37%  | 0        |

| 2011年5月22日自治体選挙 |        |        |          |
| 政党                    | 得票数 | 得票率 | 獲得議席 |
| PP                      | 16,920 | 46.74% | 13       |
| PSOE                    | 7,550  | 20.86% | 6        |
| EP-And                  | 3,423  | 9.46%  | 2        |
| IULV-CA                 | 2,767  | 7.64%  | 2        |
| GIPMTM                  | 2,691  | 7.43%  | 2        |
| その他                  | 2,092  | 5.77%  | 0        |

### 司法行政
ベレス＝マラガはベレス＝マラガ司法管轄区に属し、同管轄区の中心自治体である。

## 交通
- 道路 - マラガとマラガ空港、モトリル間を走るA7号線がある。
- バス - 4路線あるベレス＝マラガ市営バス。都市間バスとしては、マラガ、ネルハとを結ぶ路線もあり。
- トラム - 2006年にベレス＝マラガ・トラムが開業したが、2012年に運行を休止した。

## 出身者
- マリア・サンブラノ
- フェルナンド・イエロ

## 観光
ゴシック＝ムデハル様式、バロック様式など、歴史ある教会・修道院、邸宅が数多く残る。ラ・グローリア地区の民家には、アラブ時代の名残であるミフラーブが保存されている。また、アラブの公共浴場も残る。

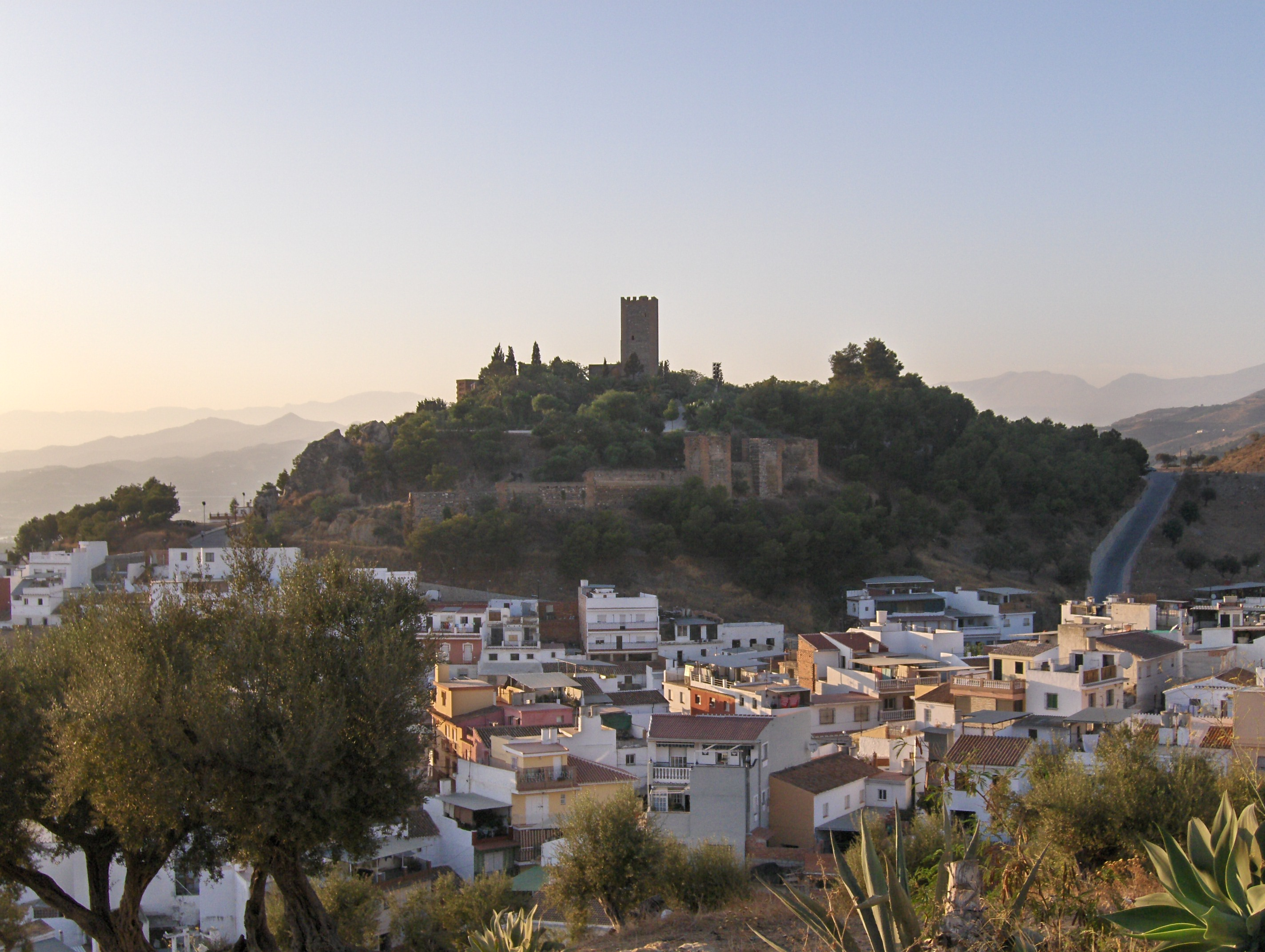
ベレス＝マラガ城
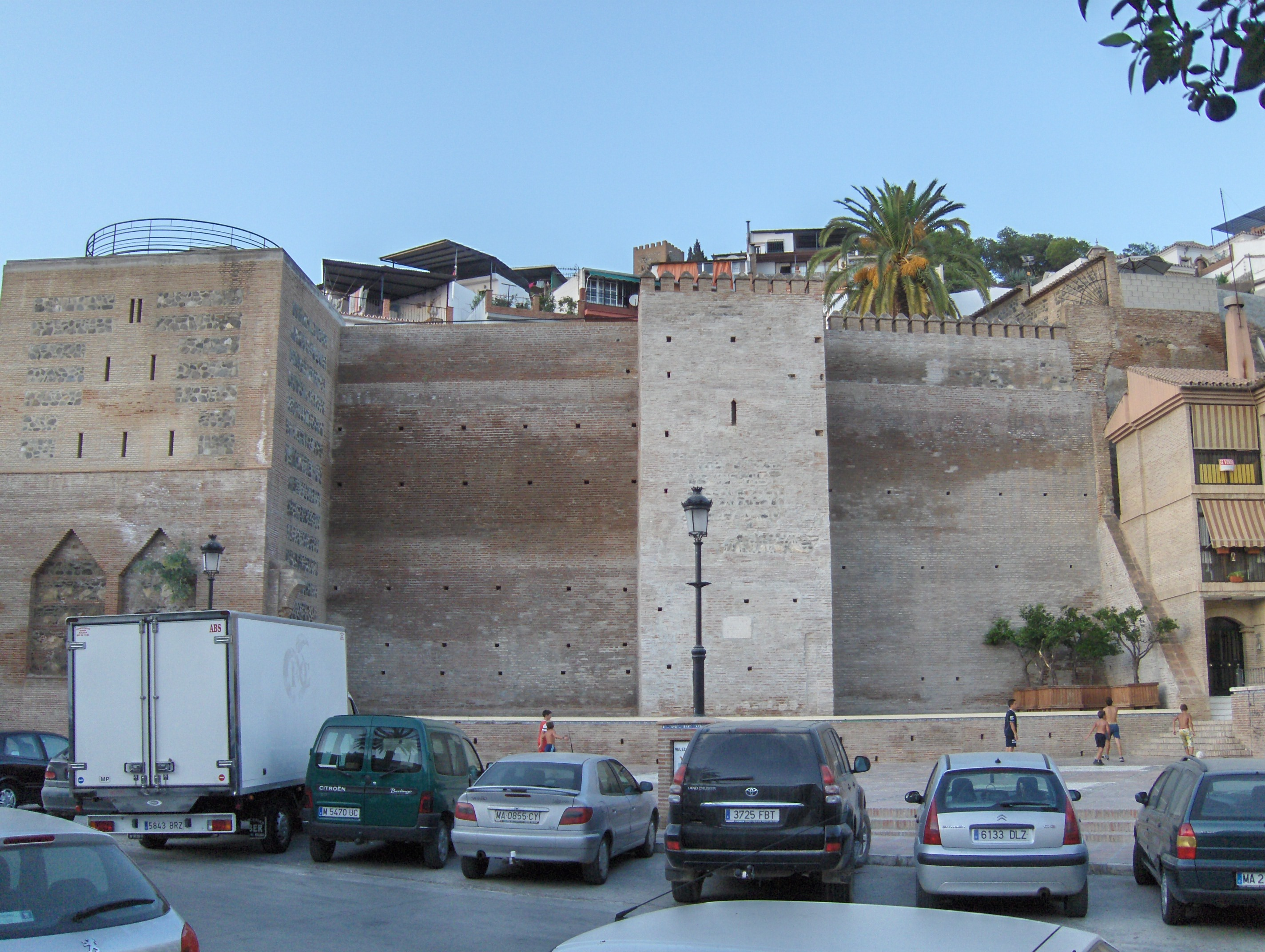
城壁
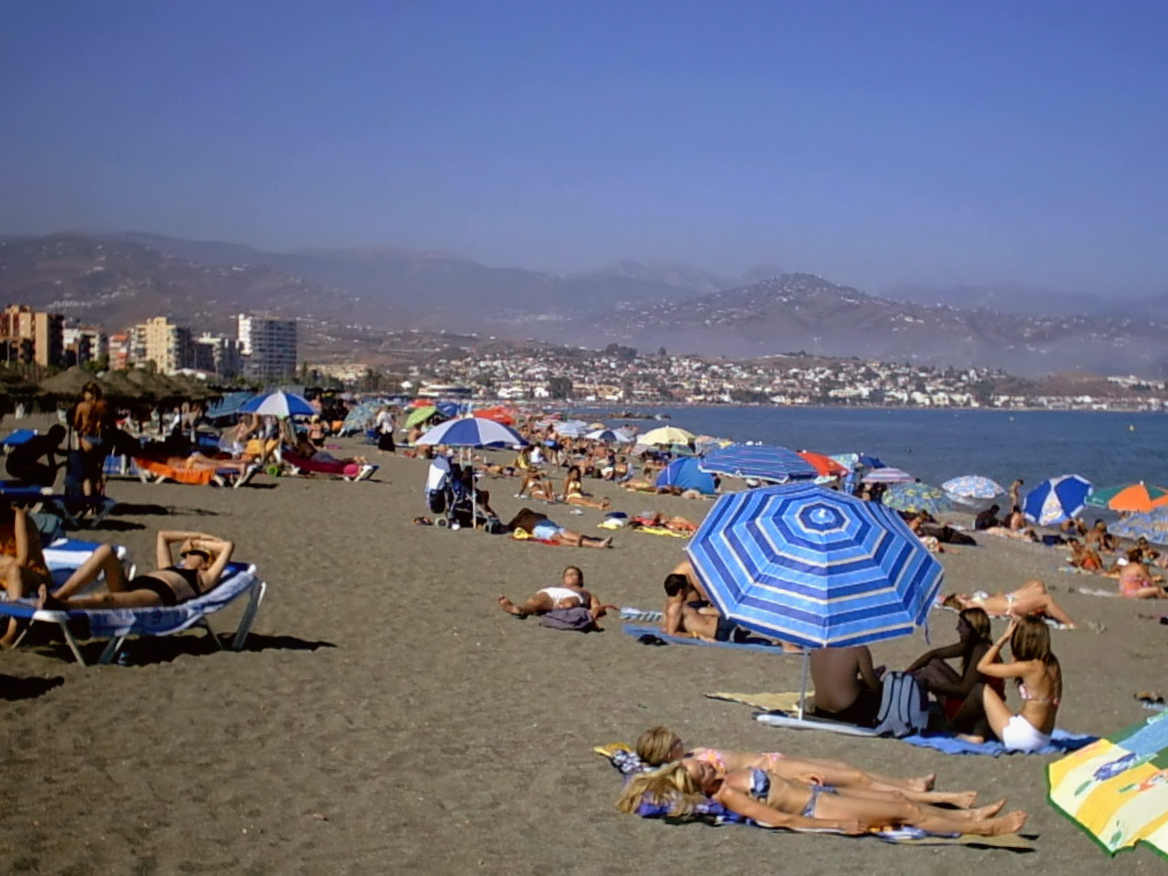
人々でにぎわう海水浴場
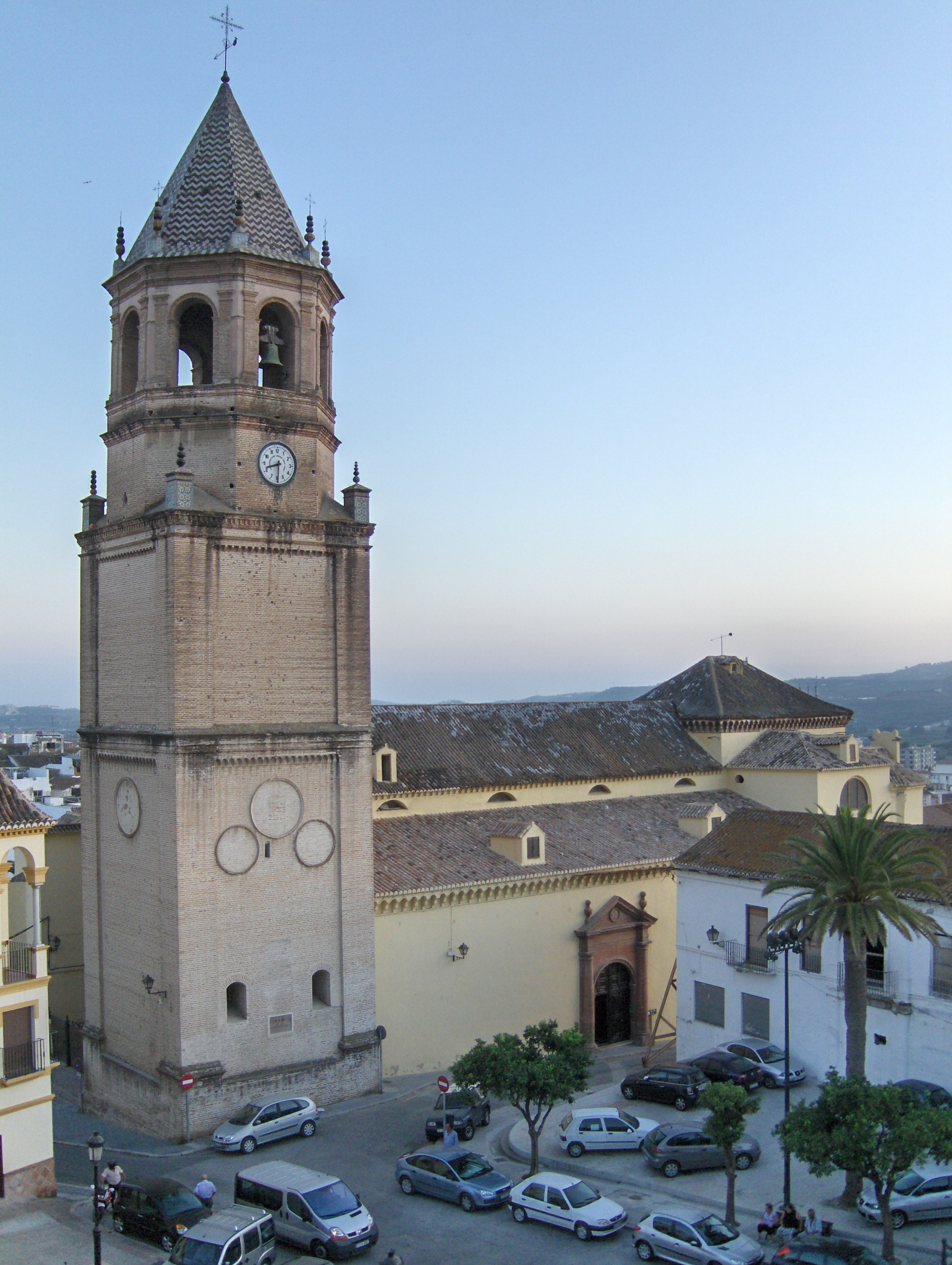
サン・フアン・バウティスタ教会